# كريستيان وولف (ملحن أمريكي)
كريستيان وولف (بالإنجليزية: Christian Wolff)‏ هو ملحن أمريكي، ولد في 8 مارس 1934 في نيس في فرنسا.

## وصلات خارجية
- كريستيان وولف على موقع مونزينجر (الألمانية)
- كريستيان وولف على موقع ميوزك برينز (الإنجليزية)
- كريستيان وولف على موقع إن إن دي بي (الإنجليزية)
- كريستيان وولف على موقع أول ميوزيك (الإنجليزية)
- كريستيان وولف على موقع ديسكوغز (الإنجليزية)